# Певческое поле (Таллин)
Пе́вческое по́ле Та́ллина (эст. Tallinna lauluväljak) — певческое поле в столице Эстонии, предназначенное для проведения Всеэстонских певческих праздников и других музыкальных мероприятий. Располагается на склоне спускающегося к морю глинта Ласнамяэ, образующего естественный зрительный зал с большим уклоном.
Певческое поле Таллина оборудовано уникальной певческой эстрадой для выступающих (построена в 1959 году к празднику 1960 года) и местами для зрителей. Авторы проекта певческой эстрады (архитекторы Алар Котли и Хенно Сепманн, инженер Эндель Паальманн, консультанты — учёный в области технических наук Хейнрих Лаул и архитектор Хельмут Орувеэ) в 1965 году были удостоены премии Советской Эстонии. До этого на поле стояла деревянная эстрада, построенная в 1928 году по проекту архитектора Карла Бурмана.
Современная эстрада таллинского Певческого поля имеет единственную в своём роде конструкцию, а акустический экран в виде гиперболического параболоида, опирающийся на несущие тросы между двумя наклонными арками (пролёт передней арки 73 метра), является уникальным в мировом масштабе строением. Расположенные под эстрадой помещения предназначены для сбора выступающих, в свободное от выступлений время используются для нужд организаций и проведения выставок. Певческая эстрада рассчитана для размещения на ней до 30 тысяч исполнителей, хотя возможно и наоборот: когда представление происходит на горизонтальной площадке перед эстрадой, а на эстраде сидят зрители. По обе стороны эстрады стоят башни. На северной башне (высота 42 м) во время празднеств зажигается праздничный огонь, из южной башни  ведутся радио- и телетрансляции.
Певческая эстрада вместе с ведущими к ней со стороны моря дорогами и зелёными насаждениями образует главную ось Певческого поля и Выставочной площади.
Общая площадь Певческого поля составляет около 190 000 квадратных метров.
Раз в пять лет на певческом поле Таллина проходит Всеэстонский праздник песни — часть Балтийского праздника песни и танца.
В 1969 году на Певческом поле по проекту Аллана Мурдмаа в честь 100-летия эстонских певческих праздников была сооружена мемориальная стена и установлена гранитная глыба с высеченными на ней первыми строфами песни Михкеля Людига «Утренняя заря».
В июне-сентябре 1988 года на Певческом поле Таллина прошли массовые мероприятия, вошедшие в историю как «Поющая революция», на последнем из которых — музыкально-политическом фестивале «Песнь Эстонии», прошедшем 11 сентября 1988 года и собравшем по версии СМИ около 300 000 человек, то есть около трети от численности  эстонского народа, — впервые был публично озвучен призыв к независимости.
С начала 1990-х годов на Певческом поле проходят рок-фестивали и выступления мировых поп-звёзд.
29 июня 2004 года на Певческом поле установили выполненную из бронзы статую известного эстонского композитора и хорового дирижёра Густава Эрнесакса (эст. Gustav Ernesaks) работы Экке Вяли (эст. Ekke Väli) и Велло Лиллеметса (эст. Vello Lillemets), высотой 2,25 м и весом в 2,5 тонны.
25 августа 2012 года на Певческом поле прошло грандиозное шоу в поддержку тура Леди Гаги — «The Born This Way Ball Tour». Певческое поле собрало более 50 тысяч поклонников американской певицы. 22 августа 1997 года здесь состоялся концерт известного американского певца Майкла Джексона в ходе его мирового тура.
В другое время Певческое поле открыто для активного отдыха. Желающие могут подняться на смотровую площадку факельной башни, откуда открывается красивый вид на Таллин и Таллинский залив.
Певческая сцена отметила в 2010 году своё 50-летие. В 2018—2019 годах было проведено её капитальное обновление: заменена деревянная обшивка певческой арки, укреплены несущие конструкции, покрашены основания и установлена новая жестяная крыша, приведены в порядок бетонные ступени у основания сцены и покрыты погодоустойчивой краской. Стоимость работ составила около 1 млн евро.
29 сентября 2020 года психически больной мужчина поджёг арку Певческого поля. Расходы на ликвидацию последствий поджога составили около 160 000 евро.
В Вильнюсе построена копия таллинской певческой эстрады.

## Галерея

Певческое поле в 2009 году
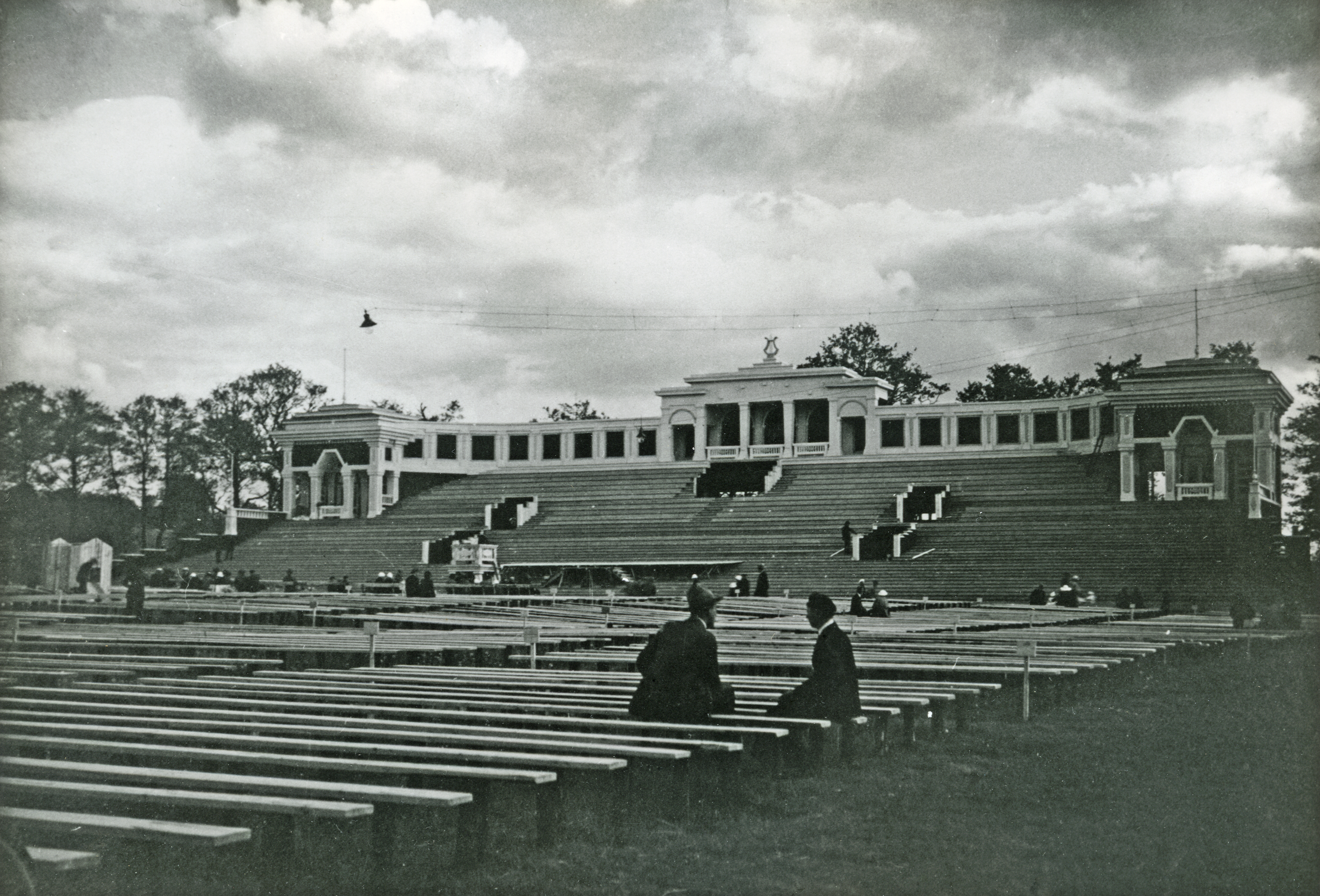
Певческая эстрада в 1928 году (архитектор Карл Бурман)
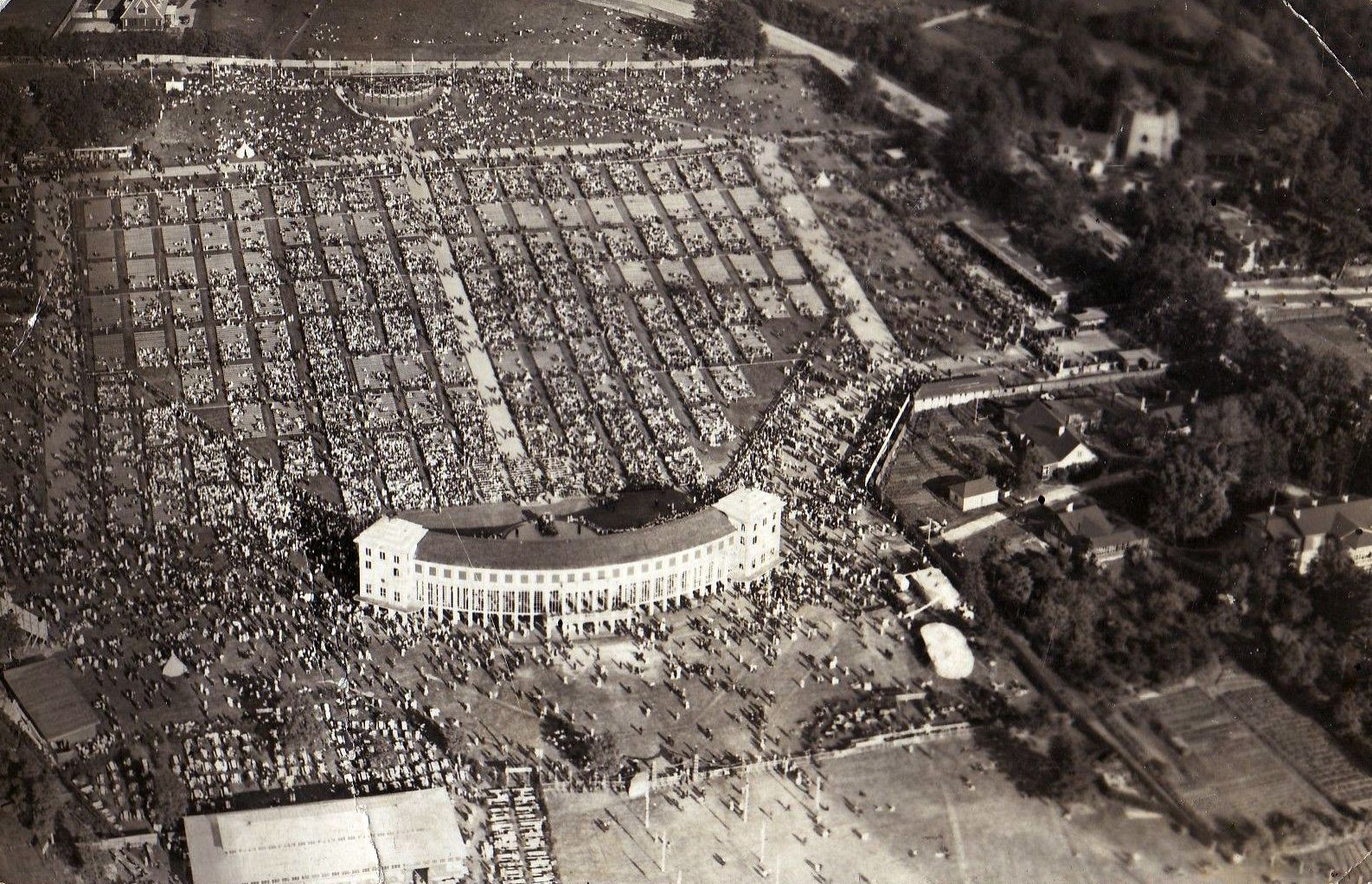
Певческое поле в 1930-х годах
Памятник Густаву Эрнесаксу на Певческом поле